# アダム・ボールドリッジ
アダム・ボールドリッジ（Adam Baldridge、1719年没）は、イギリスの海賊。マダガスカルに海賊たちの拠点を築き上げ、「海賊の王」と自称していた。

## 人物
ジャマイカで生まれ育ったボールドリッジは農園主の息子で教育を受けた裕福な男だったが、殺人を起こして逃亡し、やがて海賊となった。1685年までにマダガスカル沿岸の沖にあるサント・マリー島に辿りついたボールドリッジはここを支配下に置き、港に要塞を築き上げ、掠奪品を大量に詰め込める倉庫を設えて海賊周航を行う海賊たちの拠点とした。ボールドリッジはここでニューヨーク植民地の奴隷商人兼海賊ブローカーであるフレデリック・フィリップスの代理人をしていた。この島の顧客には傾船修理を行うために立ち寄ったトマス・テューなどがいた。
島に君臨していたボールドリッジは地元の部族たちから多数の貢ぎ物を受け取っており、それを海賊たちが持ってきた戦利品と物々交換していた。また、ニューイングランドの船舶が持ち込んだ酒を海賊たちに高値で売りつけた。アメリカの商人たちは安酒をボールトリッジに売り、島ではボールドリッジがそれに数倍の値を付けて販売しているという有様だった。一方アメリカ本土の植民地では海賊たちが持ち込んだ盗品を商人たちが無税かつ割安で手に入れていた。
ボールドリッジは島で王のように生活し、ハーレムまで築き上げていたとされるが、1697年に地元の先住民を奴隷として売っていたことが発覚して逃亡を余儀なくされた。アメリカに向かったボールドリッジはニューヨークの支援者に援助され、1719年に死ぬまで商人として暮らしたという。

## 参考資料
- デイヴィッド・コーディングリ(編)、増田義郎(監修)、増田義郎・竹内和世(訳)、『図説 海賊大全』2000年11月、東洋書林